# Melanie Späth
Melanie Späth, née le 16 juin 1981 à Flensbourg (Allemagne), est une coureuse cycliste irlandaise.

## Palmarès sur route

### Par années
- 2011
  - 2e de Rás na mBan
- 2012
  -  Championne d'Irlande sur route
  - 2e du championnat d'Irlande du contre-la-montre
- 2013
  -  Championne d'Irlande sur route
  - 2e et 2e étapes de Rás na mBan
  - 1re étape de Ballinrobe Stage Race
  - 2e du championnat d'Irlande du contre-la-montre
  - 2e de Rás na mBan
  - 10e du contre-la-montre par équipes de l'Open de Suède Vårgårda

### Classements mondiaux
| Année                                 | 2012 | 2013 |
| ------------------------------------- | ---- | ---- |
| Classement UCI                        | 213e | 202e |
|                                       |      |      |
| Légende : nc = non classéSource : UCI |      |      |

## Palmarès sur piste

### Championnats du monde
- Londres 2016
  - 7e de la poursuite
  - 9e de la poursuite par équipes

### Championnats d'Europe
- Grenchen 2015
  - 7e de la poursuite

### Autre
- 2015
  - 3e de Belgian Xmas Meetings (Poursuite)

## Palmarès en cyclo-cross
- 2013
  - 2e du championnat d'Irlande de cyclo-cross
- 2014
  - 2e du championnat d'Irlande de cyclo-cross

## Palmarès en VTT
- 2009
  - Drumlanrig Castle
  - 3e de Tochni - Kalavasos
- 2010
  - 2e de Dalby Forest
- 2012
  - 3e de Sherwood Pines